# Elif Özmen
Elif Özmen (* 1974 in Bremen) ist eine deutsche Philosophin. Sie ist Professorin für praktische Philosophie an der Justus-Liebig-Universität Gießen. 

## Biografie
Özmen wuchs als Tochter türkischer Gastarbeiter in Deutschland auf, die Familie erhielt in den 1990er-Jahren die deutsche Staatsbürgerschaft. Özmen studierte von 1993 bis 1999 Philosophie, Wissenschaftsgeschichte und Deutsche Philologie an der Georg-August-Universität Göttingen und der Johann Wolfgang Goethe-Universität Frankfurt am Main (Abschluss: Magister Artium).
Anschließend arbeitete sie als wissenschaftliche Mitarbeiterin an der LMU München und der Universität Göttingen. Im Jahr 2004 wurde sie mit der Arbeit Moral, Rationalität und gelungenes Leben an der Humboldt-Universität zu Berlin promoviert. Im Jahr 2010 habilitierte sich Özmen mit der Arbeit Wahrheit und Rechtfertigung. Zur politischen Philosophie des Liberalismus, für die sie den Habilitationspreis der Universitätsgesellschaft der Ludwig-Maximilians-Universität erhielt.
Nach einer Vertretungsprofessur an der Universität Hamburg trat sie 2013 die Professur für praktische Philosophie (Werteentwicklung und zivilgesellschaftliches Engagement) in Regensburg an. Seit Herbst 2016 hat sie den Lehrstuhl für Philosophie mit den Schwerpunkten Grundlagen der theoretischen Ethik und Politische Philosophie an der Universität Gießen inne.
Özmen forscht zum Thema Wissenschaftsfreiheit. Im Jahr 2021 gab sie zu diesem Thema das Buch Wissenschaftsfreiheit im Konflikt heraus, in dem sich Autorinnen und Autoren wie Sabine Döring, Thomas Gutmann, Romy Jaster und Geert Keil zu Wort melden. Özmen schreibt darin: „Schließlich ist die Freiheit der Wissenschaft ein Ideal, welches sich erst im Rahmen einer institutionalisierten Praxis konkretisiert und bewährt.“

## Publikationen (Auswahl)
- Was ist Liberalismus?, Suhrkamp, Berlin 2023, ISBN 978-3-518-30005-3.
- Wissenschaftsfreiheit im Konflikt: Grundlagen, Herausforderungen und Grenzen, hrsg. von E. Özmen, J.B. Metzler Berlin, Heidelberg 2021, ISBN 978-3-662-62891-1.
- Flucht und Migration. Fakten, Probleme, Positionen (Texte und Materialien für den Unterricht), hrsg. von E. Özmen und A. Rösch, Reclam, Ditzingen 2018, ISBN 978-3-15-015074-0.
- Hans Kelsens Politische Philosophie, hrsg. von E. Özmen, Mohr Siebeck, Tübingen 2017, ISBN 978-3-16-155350-9.
- Über Menschliches. Anthropologie zwischen Natur und Utopie, hrsg. von E. Özmen, mentis, Münster 2016, ISBN 978-3-95743-040-3.
- Politische Philosophie zur Einführung, Junius, Hamburg 2013, ISBN 978-3-88506-069-7.
- Hrsg. zus. mit Julian Nida-Rümelin: Philosophie der Gegenwart in Einzeldarstellungen (= Kröners Taschenausgabe. Band 423). 3., neu bearbeitete und aktualisierte Auflage. Kröner, Stuttgart 2007, ISBN 978-3-520-42303-0.
- Moral, Rationalität und gelungenes Leben, Mentis, Paderborn 2005, ISBN 978-3-89785-212-9.